# Real Academia Matritense de Heráldica y Genealogía

Escudo propuesto para las Cortes Generales en 1999 según un informe de la Academia Matritense de Heráldica y Genealogía que fue solicitado por el presidente del Congreso. No ha llegado a ser adoptado oficialmente.

La Real Academia Matritense de Heráldica y Genealogía es una institución, como su nombre indica, dedicada al estudio y divulgación de la genealogía, la heráldica y disciplinas afines; y tiene su sede en la Villa de Madrid. Entre sus principales actividades, registradas así en sus estatutos, se encuentran la defensa y conservación del patrimonio histórico, el fomento de los estudios sobre emblemas, banderas, armerías y símbolos locales, así como el estudio, la divulgación y el conocimiento científico de los honores, distinciones, y la búsqueda y análisis de las fuentes demográficas históricas. Esta institución recibió en 2010 por parte del estado una subvención de 5 300 euros.
Entre sus académicos se encuentra el historiador y genealogista Jaime de Salazar y Acha, que entró a formar parte de esta institución en 1988, donde años después desempeñó el cargo de censor, luego vicedirector y por último director.
Ha servido de inspiración para crear los estatutos de otras academias, como la Asociación Sevillana de Heráldica y Genealogía "Argote de Molina", aunque esta no cuenta con el título de Real, como la Matritense, cuando el rey Juan Carlos I aceptó el cargo de director de Honor Perpetuo el 17 de abril de 1989.
Entre sus colaboraciones se encuentra la participación en la "Fundación Cultural de la Nobleza Española" y los "Cursos presenciales anuales de Experto en Heráldica, Genealogía y Derecho Nobiliario" de la Universidad Complutense. En 1992, tras haber enviado esta academia un informe al ayuntamiento valdepeñero sobre el escudo de armas que debería usar el municipio, este lo aprobó por unanimidad.

## Historia
Fue fundada en 1988, teniendo su antecedente en la Asociación de Estudios Genealógicos y Heráldicos creada en 1985 por un grupo de genealogistas y heraldistas que se reunían desde 1978. En 1994 la Real Academia Matritense fue designada por la Confédération Internationale de Généalogie et d'Héraldique como la representante española. Ese mismo año fue admitida por Confederación Española de Centros de Estudios Locales (CECEL). Dos años más tarde, el Instituto de España la aceptó como Academia Asociada.
Por Decreto 13/1999, de 28 de enero, del Consejo de Gobierno de la Comunidad de Madrid, se reconociera a la Real Academia Matritense de Heráldica y Genealogía como Corporación de Derecho Público y su carácter de órgano consultivo de la Comunidad en heráldica y genealogía, de forma que la Real Academia se constituyó en la Comisión de Heráldica Municipal de Madrid, y miembro nato del Consejo de Cultura de dicha Comunidad Autónoma.

## Miembros
Entre algunos de sus más destacados académicos se encuentra el historiador Eduardo Pardo de Guevara y Valdés, el genealogista Jaime de Salazar y Acha y el prestigioso heraldista Faustino Menéndez Pidal de Navascués (fallecido en 2019).